# Everard van Reyd
Everard van Reyd of gelatiniseerd Everardus Reidanus (Deventer, 1550 - Leeuwarden, 25 februari 1602) was een militair adviseur van het Hertogdom Gelre, adviseur en secretaris van Friesland, burgemeester van Arnhem en geschiedschrijver.
Vermoedelijk bezocht Van Reyd in zijn jonge jaren de Latijnse School van Deventer. In 1567 moest hij vanwege zijn gereformeerde geloofsovertuiging vluchten voor de Hertog van Alva. Van zijn studietijd is niet veel bekend, behalve dat hij zich in 1569 in Heidelberg inschreef voor de studie rechten. Later zou hij dankbaar terugkijken op het feit dat zijn ouders voldoende geld hadden, waardoor hij en zijn twee broers in de gelegenheid waren in het buitenland te studeren.
In 1578 werd Van Reyd militair adviseur van Jan VI van Nassau-Dillenburg, stadhouder van Hertogdom Gelre, en van diens opvolger Willem IV van den Bergh. In 1584 werd hij daarnaast raadslid van de Friese stadhouder Willem Lodewijk van Nassau-Dillenburg. Ook was hij advocaat, schepen, raad en vervolgens korte tijd burgemeester van Arnhem. Naast zijn politieke functies hield Van Reyd zich bezig met de geschiedschrijving. In 1626, 24 jaar na zijn dood, werd van zijn hand Historie der Nederlantscher oorlogen uitgegeven. Het handelt over de vrijheidsoorlog der Nederlanden in de periode 1566-1601.
- Biografisch Portaal: 13770835
- Digitale Bibliotheek voor de Nederlandse Letteren: reyd001
- Gemeinsame Normdatei: 141387955
- International Standard Name Identifier: 0000 0000 7980 7552
- Library of Congress Control Number: no2008047266
- Nederlandse Thesaurus van Auteursnamen: 069270155
- LIBRIS: 317642
- Système universitaire de documentation: 244030847
- Virtual International Authority File: 120701126
- WorldCat: E39PBJjxrhDQmHDRqKHCPT7CQq